# Deadlands: Martwe Ziemie
Deadlands (DL) – gra fabularna w której mieszają się elementy westernu, horroru i steampunka (zob. Dziwny Zachód). Została wydana w 1996 roku przez Pinnacle Entertainment Group i sprowadzona do Polski w 2001 roku przez wydawnictwo Mag. Gra zdobyła wiele nagród, w tym nagrodę Origins w kategorii „Najlepsza gra fabularna”. Autorem systemu jest Shane Lacy Hensley. Dostępna jest również wersja dla systemu d20 i GURPS. Gdy wydawnictwo postanowiło skupić się na produktach opartych na mechanice Savage Worlds przeniesiono na nią również i to uniwersum, co zaowocowało wydaniem Deadlands: Reloaded. Najnowsze wcielenie to oparte na Edycji Przygodowej Savage Worlds Deadlands: The Weird West.

## Świat Gry
Akcja gry osadzona jest w Ameryce Północnej pod koniec XIX wieku. W 1863 roku w czasie bitwy pod Gettysburgiem żołnierze zabici w czasie walki powstali z martwych, po czym zaczęli zabijać innych, bez względu na kolor noszonego munduru. Teraz, ponad dekadę później, wojna secesyjna nadal trwa, ponieważ każda większa bitwa kończy się w ten sam sposób. W celu przełamania impasu prezydenci obu krajów przeznaczają coraz to większe fundusze na budowę cudownych superbroni, zasilanych upiorytem – cudownym paliwem kopalnym podobnym do węgla, ale o wiele bardziej wydajnym. Twórcami superbroni są adekwatnie nazwani szaleni naukowcy – ludzie zdolni do tworzenia niezwykłych wynalazków, którzy swój geniusz często przypłacają szaleństwem.
Od czasu Gettysburga pojawiło się również wiele dziwnych i przerażających zjawisk oraz stworzeń, które sieją śmierć i strach wśród ludzi. Te same moce które stworzyły te potwory niektórzy ludzie są jednak w stanie wykorzystać dla własnych, niekoniecznie złych celów. I właśnie w takie postacie wcielają się gracze – w ludzi, którzy przeciwstawiają się panoszącemu się po Ziemi złu.
Mogą to być rewolwerowcy wynajmujący swoje usługi temu, kto więcej zapłaci, stróże prawa starający się utrzymać prawo i sprawiedliwość, dziennikarze stale poszukujący nowego tematu, duchowni których wiara potrafi czynić prawdziwe cuda, szamani zdolni do okiełznania potężnych duchów, kanciarze potrafiący władać magicznymi, złowrogimi mocami, czy też szaleni naukowcy zdolni w ciągu jednego popołudnia stworzyć niesamowity gadżet.
Edycja Deadlands: Weird West przyniosła zmiany w historii alternatywnej Ameryki Północnej. Na skutek "efektu Morgany" (wydarzenia, które do niego doprowadziły przedstawia komiks The Cackler) pewne wydarzenia przebiegły inaczej niż w poprzednich wydaniach, w szczególności wojna secesyjna zakończyła się w 1871 roku.

## Mechanika gry
W Deadlands mechanika gry oparta jest na rzutach kośćmi (począwszy od k4 (kości czterościennej) do k12), których wynik porównuje się następnie z ustalonym przez Mistrza Gry poziomem trudności lub przeciw rzutowi przeciwnika. System tworzenia postaci jest bardzo elastyczny – nie istnieją w nim klasy czy profesje, znane z niektórych innych systemów.
Każda postać opisana jest zestawem dziesięciu cech. Są to: Charyzma, Duch, Siła, Spostrzegawczość, Sprawność, Spryt, Szybkość, Wiedza, Wigor i Zręczność. Do większości współczynników przypisane są umiejętności, takie jak np. Wiara (przypisana do Ducha) czy Strzelanie (przypisane do Zręczności). Wartość umiejętności w połączeniu z typem kości Cechy przekłada się na liczbę kości, którą można wykorzystać podczas testu.
Unikatowy dla systemu jest sposób tworzenia postaci – początkową wartość cech wyznaczają wartości kart wyciągniętych z talii kart. Karty wykorzystuje się też podczas walki do określenia kolejności działania oraz liczby akcji w każdej rundzie. Bohaterowie mają też do dyspozycji pewną liczbę sztonów pokerowych, które może wykorzystać dla poprawienia wyników testów, lub do redukcji odniesionych przez postać obrażeń. Sztony pełnią równocześnie rolę punktów doświadczenia – można wydawać je na rozwinięcie poszczególnych atrybutów i umiejętności postaci.

## Pokrewne gry
- Deadlands: Hell on Earth (Piekło na Ziemi) – umiejscowiona w jednej z możliwych przyszłości Deadlands, w postapokaliptycznej Ameryce.
- Deadlands: Lost Colony (Zaginiona Kolonia) – dziejąca się równolegle do Piekła na Ziemi historia pierwszej pozaziemskiej kolonii ludzkiej.
- Deadlands: The Great Rail Wars – Gra bitewna osadzona w realiach Deadlands, używająca uproszczonej mechaniki Deadlands.
- Doomtown – kolekcjonerska gra karciana.
- Savage Worlds – gra fabularna wywodząca się z mechaniki The Great Rail Wars.